# إعادة بناء التصوير المقطعي
قام بوضع الأسس الحسابية للتصوير المقطعي (tomographic imaging) العالم يوهان رادون (Johann Radon). ويستخدم التصوير المقطعي في التصوير المقطعي المحوسب للحصول على صور مقطعية للمرضى. وينطبق هذا المقال عمومًا على إعادة بناء التصوير المقطعي لجميع أنواع التصوير المقطعي، ولكن تشير بعض المصطلحات والأوصاف الفيزيائية إشارة مباشرة إلى التصوير المقطعي المحوسب.

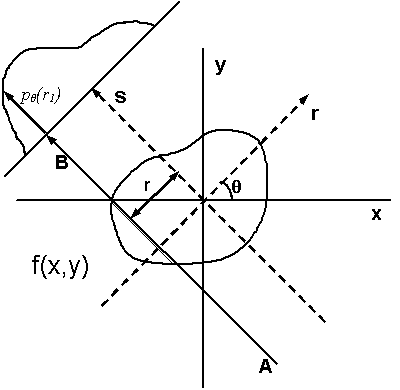
الشكل 1: هندسة الأشعة المتوازية. يتألف كل إسقاط من مجموعة من تكاملات خطية عبر العنصر.

يتكون إسقاط أحد العناصر عند زاوية معينة {\displaystyle \theta } من مجموعة من التكاملات الخطية. في التصوير المقطعي المحوسب، يمثل التكامل الخطي إجمالي امتصاص شعاع الأشعة السينية بينما تنتقل
في خط مستقيم عبر العنصر. وكما ذكرنا آنفًا، تكون الصورة الناتجة نموذج ثنائي أو ثلاثي الأبعاد لـ معامل الامتصاص. ولهذا فنحن نأمل أن نجد الصورة {\displaystyle \mu (x,y)}. إن أسهل وأبسط طريقة لتجسيد طريقة التصوير هي نظام الإسقاط المتوازي، كما هو مستخدم في أول أجهزة مسح. وسنتخيل في هذه المناقشة أن البيانات التي سيتم جمعها عبارة عن سلسلة من الأشعة المتوازية، عند النقطة {\displaystyle r}، عبر الإسقاط عند الزاوية {\displaystyle \theta }. ويتم تكرار هذا عند زوايا مختلفة. ويحدث الامتصاص أسيًا في النسيج:
{\displaystyle I=I_{0}\exp \left({-\int \mu (x,y)\,ds}\right)}
حيث {\displaystyle \mu (x)} هي معامل الامتصاص عند النقطة {\displaystyle x} عبر مسار الشعاع. وبهذا وبصورة عامة، إن إجمالي الامتصاص {\displaystyle p} للشعاع عن نقطة {\displaystyle r}, عند الإسقاط على زاوية {\displaystyle \theta }, يتم الحصول عليه من التكامل الخطي:
{\displaystyle p(r,\theta )=\ln(I/I_{0})=-\int \mu (x,y)\,ds}

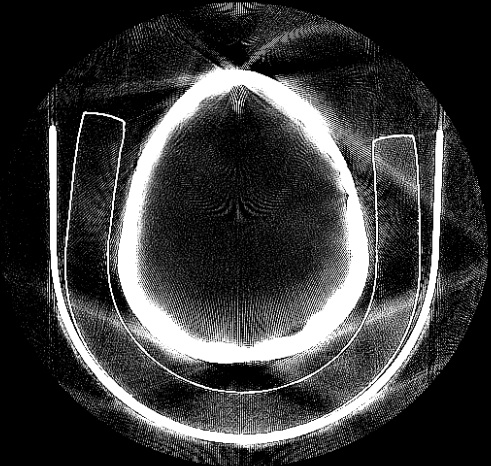
الأشعة السينية المسقطة تظهر بوضوح على هذه الشريحة المأخوذة من تصوير مقطعي محوسب

باستخدام النظام الإحداثي في الشكل 1, فإن قيمة {\displaystyle r} التي سيتم عندها إسقاط النقطة {\displaystyle (x,y)} بزاوية {\displaystyle \theta } يتم الحصول عليها من:
{\displaystyle x\cos \theta +y\sin \theta =r\ }
وبهذا يمكن إعادة كتابة المعادلة السابقة كما يلي
{\displaystyle p(r,\theta )=\int _{-\infty }^{\infty }\int _{-\infty }^{\infty }f(x,y)\delta (x\cos \theta +y\sin \theta -r)\,dx\,dy}
حيث تحل {\displaystyle f(x,y)} محل {\displaystyle \mu (x,y)}. وتعرف هذه الدالة باسم تحويل رادون (أو sinogram) للعنصر ثنائي الأبعاد. وتنص نظرية شريحة الإسقاط على أنه إذا كان لدينا عدد لانهائي من إسقاطات أحادية الأبعاد لعنصر ما تم الحصول عليها من عدد لانهائي من الزوايا، فيمكننا بصورة مثالية إعادة بناء العنصر الأصلي, {\displaystyle f(x,y)}. لذا فلاستعادة {\displaystyle f(x,y)}, من المعادلة السابقة، فإن هذا يعني إيجاد التحويل العكسي لتحويل رادون. ومن الممكن العثور على صيغة واضحة لتحويل رادون العكسي. بيد أنه ثبت أن تحويل رادون العكسي يكون غير مستقر فيما يتعلق بالبيانات المشوشة. من الناحية العملية، يستخدم نموذج مستقر ومميز من تحويل رادون العكسي ويعرف باسم لوغاريتم إعادة الإسقاط المرشح (filtered back projection).

## معرض صور

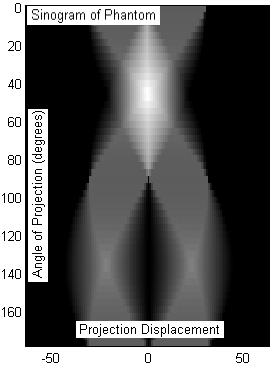

## كتابات أخرى
- Avinash Kak & Malcolm Slaney (1988), Principles of Computerized Tomographic Imaging, IEEE Press, ISBN 0-87942-198-3.

## وصلات خارجية
- http://www.slaney.org/pct/
- http://www.itk.org/ Insight ToolKit; open source tomographic support software
- https://web.archive.org/web/20130416144032/http://www.visielab.ua.ac.be/software ASTRA toolbox; very flexible, fast and open source tomographic software